# Seriocarpa
Seriocarpa är ett släkte av sjöpungar. Seriocarpa ingår i familjen Styelidae.
Kladogram enligt Catalogue of Life:
| Seriocarpa | \| \| Seriocarpa benthedi \| \| \| \| \| \| Seriocarpa rhizoides \| \| \| \| \| \| Seriocarpa tongae \| \| \| \| |
|            | \| \| Seriocarpa benthedi \| \| \| \| \| \| Seriocarpa rhizoides \| \| \| \| \| \| Seriocarpa tongae \| \| \| \| |
|            | Seriocarpa benthedi                                                                                              |
|            | |
|            | Seriocarpa rhizoides                                                                                             |
|            | |
|            | Seriocarpa tongae                                                                                                |
|            | |